# Bobby Elliott
Robert Hartley Elliott (8 de diciembre de 1941) es un baterista de rock británico, más conocido por tocar con The Hollies. Ha sido descrito como "uno de los mejores bateristas de todo el pop/rock".

## Biografía
Elliott descubrió la música de jazz cuando tenía 10 u 11 años y quiso ser baterista. Asistió a la Nelson Grammar School, pero es un baterista autodidacta, que aprendió a tocar la batería con escobillas y baquetas caseras, en latas y otros objetos domésticos, copiando a Chico Hamilton, del Cuarteto de Gerry Mulligan, y a Gene Krupa, de la Orquesta de Benny Goodman.
Elliott fue miembro original de Johnny Theakston and The Tremeloes, que se formó en 1959. Liderados por el vocalista Johnny Theakston, Elliott tocaba la batería junto a los guitarristas Jerry Wilcox y Mick Hay, y el bajista William "Bonny" Oliver. A finales de 1960 enviaron una maqueta al Saturday Club de la BBC, llamándose Shane Fenton & The Fentones, pero Theakston murió antes de recibir respuesta. Después de que se les ofreciera una audición, el ayudante de la banda, Bernard Jewry (más tarde conocido como Alvin Stardust), se convirtió en vocalista, adoptando el nombre artístico de Shane Fenton a petición de la madre de Theakston.
Tommy Sanderson se convirtió en su mánager y negoció un contrato discográfico con EMI, que publicó "I'm a Moody Guy", que alcanzó el puesto 19 en la lista de singles del Reino Unido. Los tres siguientes sencillos no llegaron a las listas, "Cindy's Birthday" fue un éxito menor, antes de que los tres siguientes sencillos también fracasaran, y la banda se disolvió en abril de 1963.
Elliott también tocó en Ricky Shaw and the Dolphins, una banda de Manchester liderada por el guitarrista Tony Hicks, que se marchó para unirse a The Hollies en abril de 1963. Poco después, el baterista de los Hollies, Don Rathbone, se marchó y Elliott también se unió a los Hollies, mientras que Jewry y Sanderson se convirtieron en los managers conjuntos de la banda.
The Hollies, Gozaron de una considerable popularidad en muchos países (con al menos 60 singles o EP y 26 álbumes en las listas de éxitos de algún lugar del mundo, a lo largo de más de cinco décadas), aunque no lograron un gran éxito en las listas de éxitos de EE. UU. hasta el lanzamiento de "Bus Stop" en 1966. El grupo tuvo éxitos periódicos a ambos lados del Atlántico durante la siguiente década con éxitos como "Stop Stop Stop" (1966), "On a Carousel" (1967), "Carrie Anne" (1967), "He Ain't Heavy, He's My Brother" (1969), "Long Cool Woman in a Black Dress" (1972) y "The Air That I Breathe" (1974). En total, los Hollies consiguieron más de 30 sencillos en la UK Singles Chart y 22 en el Billboard Hot 100.
A partir de 2021, Elliott sigue tocando con los Hollies, y no ha grabado con casi ninguna otra banda desde 1963.
En septiembre de 1973, Paul McCartney le ofreció el puesto de baterista en su banda Wings, pero Elliott lo rechazó debido a sus compromisos con The Hollies.
Entre los destacados bateristas que fueron influenciados por Elliott se encuentran Gilson Lavis, Ric Lee, Cozy Powell e Ian Paice.

## Vida personal
Elliott mantuvo una larga relación con Maureen Hicks. Gracias a esta relación, Elliott conocería al hermano de Maureen, Tony Hicks. Bobby está ahora casado con Susan (Suzy) Elliott.

## Equipamiento[8]
- Toms:- 8 "x10", 9 "x12", 11 "x14", 13 "x16" Cascos de madera de abedul y laminados, fabricados por Drum Workshop de Oxnard, California
- Bajo:- 18 "x22" con pedales de doble bombo DW 9000
- Snare:- 6.5" x 14" Ludwig hammered metal SD.
- Platos:- Zildjian 12" Splash, 14" hi hats, 17" & 18" Custom K Dark Crash, 19" K Thin Dark Crash, 20" Medium Ride
- Timbales:- LP 'Tito Puente' 12" y 13"